# Storkau (Elbe)
Storkau (Elbe) is een plaats en voormalige gemeente in de Duitse deelstaat Saksen-Anhalt, en maakt deel uit van de Landkreis Stendal.
Storkau ligt 8 km ten noorden van Tangermünde, aan de Elbe. Er staat een, in 1914 herbouwd, landhuis Schloss Storkau, dat in gebruik is als hotel en als opleidingsinstituut voor een dienst, die sociale verzekeringswetten uitvoert. Het in 1971 voor publiek geopende park rondom het landhuis bevat enkele monumentale, oude bomen.
De dorpskerk dateert gedeeltelijk uit de 12e, gedeeltelijk uit de 13e eeuw. Na diverse oorlogs- en andere beschadigingen moest het godshuis vanaf de 16e eeuw vele malen worden gerenoveerd.

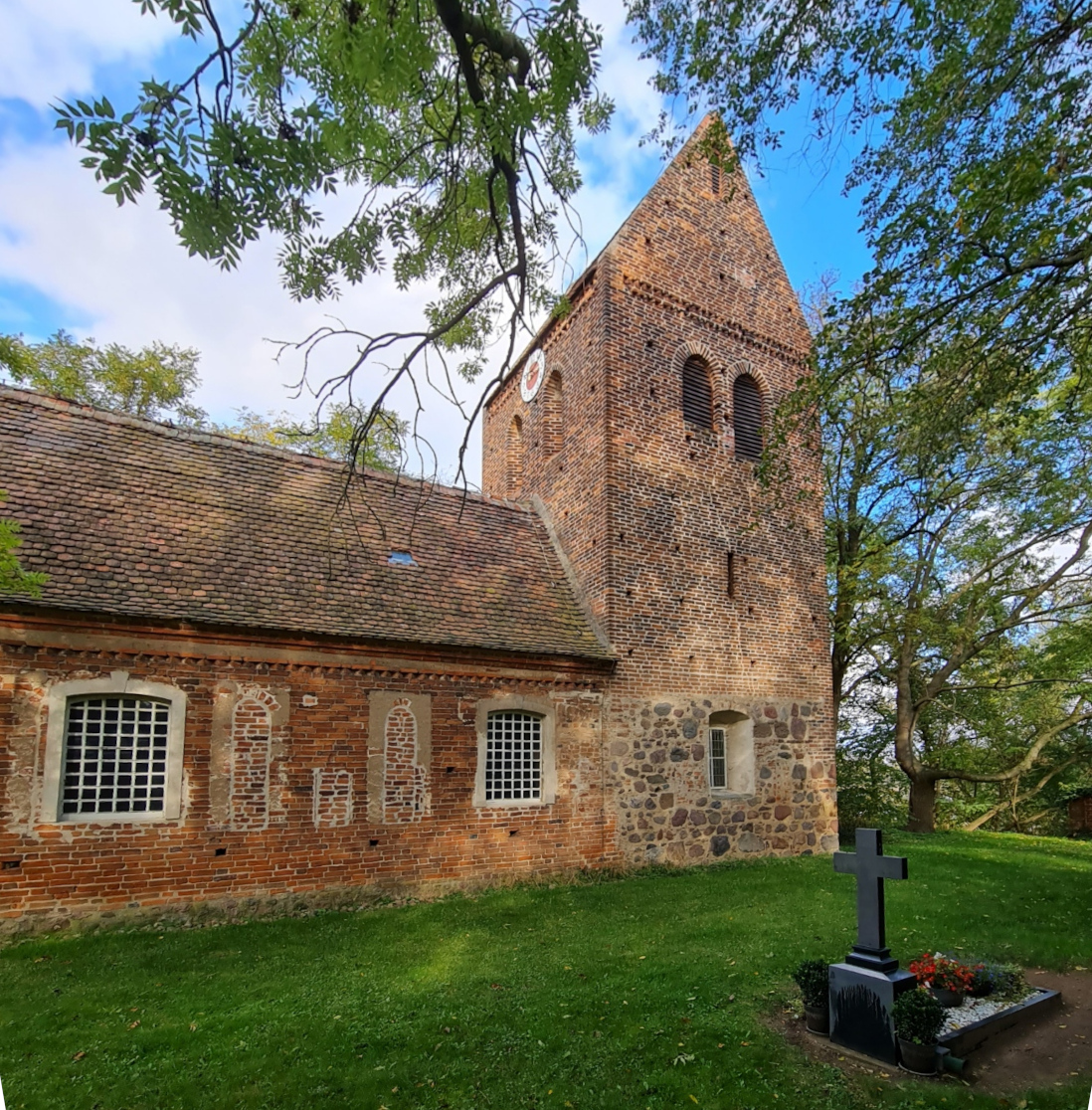
Evang.-lutherse dorpskerk te Storkau
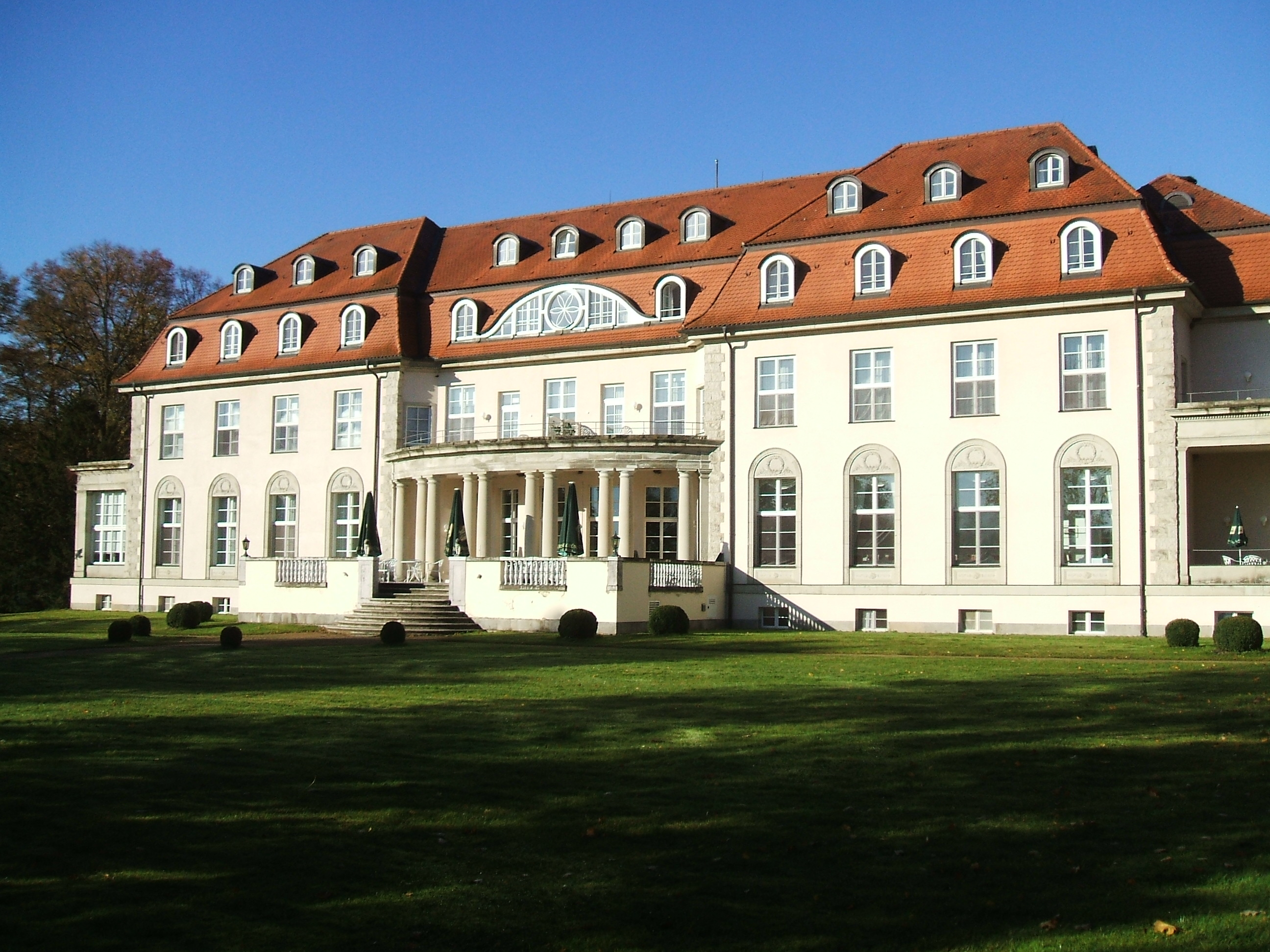
Kasteel (Schloss Storkau, 1)
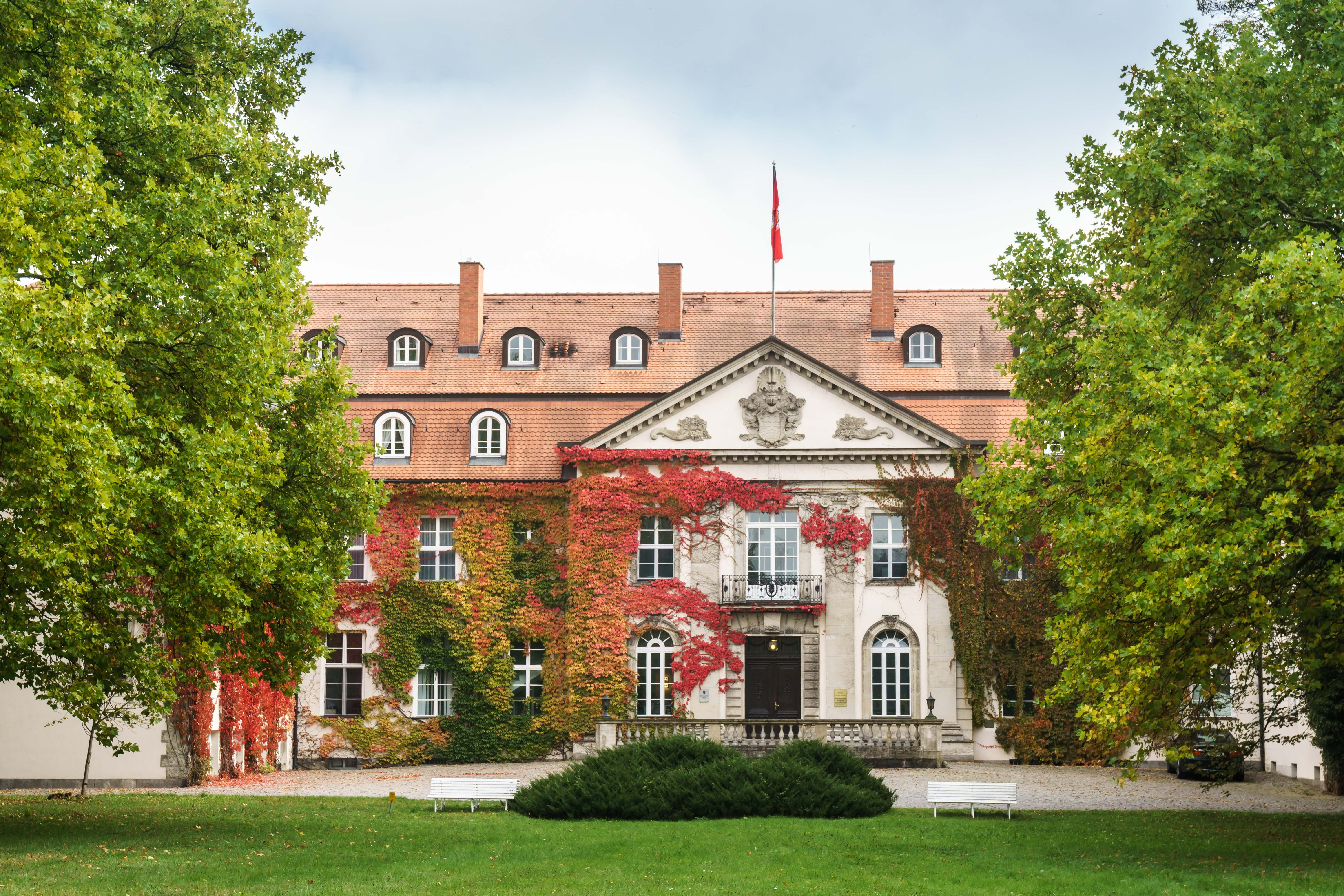
Kasteel (Schloss Storkau, 2)